# Lądy (województwo pomorskie)
Lądy – kolonia kociewska w Polsce położona w województwie pomorskim, w powiecie tczewskim, w gminie Tczew na pograniczu kociewsko-żuławskim nad Motławą. Osada wchodzi w skład sołectwa Czatkowy.
W latach 1975–1998 miejscowość administracyjnie należała do województwa gdańskiego.